# Santa Catarina Tlaltempan
Santa Catarina Tlaltempan là một đô thị thuộc bang Puebla, México. Năm 2005, dân số của đô thị này là 795 người.